# Municipio de Shamong
El municipio de Shamong (en inglés: Shamong Township) es un municipio ubicado en el condado de Burlington, Nueva Jersey, Estados Unidos. Según el censo de 2020, tiene una población de 6.460 habitantes.

## Geografía
El municipio está ubicado en las coordenadas 39°47′06″N 74°43′02″O / 39.78500, -74.71722 (39.785003,-74.717178).

## Demografía
Según la Oficina del Censo en 2000 los ingresos medios por hogar en el municipio eran de $77,457 y los ingresos medios por familia eran $82,534. Los hombres tenían unos ingresos medios de $55,664 frente a los $35,440 para las mujeres. La renta per cápita para la localidad era de $30,934. Alrededor del 2.6% de la población estaba por debajo del umbral de pobreza.